# Liste des coprinces d'Andorre
Cet article liste les coprinces d'Andorre.

## Liste
| Coprince épiscopal                                                                                  | Coprince français | Période                    |
| --------------------------------------------------------------------------------------------------- | --- | -------------------------- |
| Pere d'Urtx i de Mataplana évêque d'Urgell                                                          | Roger-Bernard III de Foix comte de Foix vicomte de Béarn                                                                    | 1278-1293                  |
| vacant                                                                                              | Roger-Bernard III de Foix comte de Foix vicomte de Béarn                                                                    | 1293-1295                  |
| Guillem de Montcada i de Narbona                                                                    | Roger-Bernard III de Foix comte de Foix vicomte de Béarn                                                                    | 1295-1302                  |
| Guillem de Montcada i de Narbona                                                                    | Gaston Ier de Foix-Béarn comte de Foix vicomte de Béarn                                                                     | 1302-1308                  |
| vacant                                                                                              | Gaston Ier de Foix-Béarn comte de Foix vicomte de Béarn                                                                     | 1308-1309                  |
| Ramon Trebaylla                                                                                     | Gaston Ier de Foix-Béarn comte de Foix vicomte de Béarn                                                                     | 1309-1315                  |
| Ramon Trebaylla                                                                                     | Gaston II de Foix-Béarn comte de Foix vicomte de Béarn                                                                      | 1315-1326                  |
| Arnau de Llordà                                                                                     | Gaston II de Foix-Béarn comte de Foix vicomte de Béarn                                                                      | 1326-1341                  |
| Pierre de Narbonne                                                                                  | Gaston II de Foix-Béarn comte de Foix vicomte de Béarn                                                                      | 1341-1343                  |
| Pierre de Narbonne                                                                                  | Gaston III Fébus de Foix-Béarn comte de Foix vicomte de Béarn Seigneur de Béarn                                             | 1343-1347                  |
| vacant                                                                                              | Gaston III Fébus de Foix-Béarn comte de Foix vicomte de Béarn Seigneur de Béarn                                             | 1347-1348                  |
| Nicolau Capoci dei Monti                                                                            | Gaston III Fébus de Foix-Béarn comte de Foix vicomte de Béarn Seigneur de Béarn                                             | 1348-1351                  |
| Hug Desbach                                                                                         | Gaston III Fébus de Foix-Béarn comte de Foix vicomte de Béarn Seigneur de Béarn                                             | 1351-1361                  |
| vacant                                                                                              | Gaston III Fébus de Foix-Béarn comte de Foix vicomte de Béarn Seigneur de Béarn                                             | 1361-1362                  |
| Guillem Arnau i de Patau                                                                            | Gaston III Fébus de Foix-Béarn comte de Foix vicomte de Béarn Seigneur de Béarn                                             | 1362-1364                  |
| vacant                                                                                              | Gaston III Fébus de Foix-Béarn comte de Foix vicomte de Béarn Seigneur de Béarn                                             | 1364-1365                  |
| Pere de Luna                                                                                        | Gaston III Fébus de Foix-Béarn comte de Foix vicomte de Béarn Seigneur de Béarn                                             | 1365-1370                  |
| vacant                                                                                              | Gaston III Fébus de Foix-Béarn comte de Foix vicomte de Béarn Seigneur de Béarn                                             | 1370-1371                  |
| Berenguer d'Erill i de Pallars Sobirà                                                               | Gaston III Fébus de Foix-Béarn comte de Foix vicomte de Béarn Seigneur de Béarn                                             | 1371-1388                  |
| Galcerand de Vilanova                                                                               | Gaston III Fébus de Foix-Béarn comte de Foix vicomte de Béarn Seigneur de Béarn                                             | 1388-1391                  |
| Galcerand de Vilanova                                                                               | Mathieu de Foix-Castelbon                                                                                                   | 1391-1398                  |
| Galcerand de Vilanova                                                                               | Isabelle Ire de Foix-Castelbon vicomtesse de Béarn et Archambaud de Grailly (de jure uxoris)                                | 1398-1412                  |
| Galcerand de Vilanova                                                                               | Jean Ier de Foix comte de Foix vicomte de Béarn                                                                             | 1412-1415                  |
| vacant                                                                                              | Jean Ier de Foix comte de Foix vicomte de Béarn                                                                             | 1415-1416                  |
| Francesc de Toviá                                                                                   | Jean Ier de Foix comte de Foix vicomte de Béarn                                                                             | 1416-1436                  |
| vacant                                                                                              | Gaston IV de Foix-Béarn comte de Foix vicomte de Béarn                                                                      | 1436-1437                  |
| Arnau Roger de Pallars i d'Orcau                                                                    | Gaston IV de Foix-Béarn comte de Foix vicomte de Béarn                                                                      | 1437-1461                  |
| vacant                                                                                              | Gaston IV de Foix-Béarn comte de Foix vicomte de Béarn                                                                      | 1461-1462                  |
| Jaime Francisco Folc de Cardona i de Aragón                                                         | Gaston IV de Foix-Béarn comte de Foix vicomte de Béarn                                                                      | 1462-1466                  |
| vacant                                                                                              | Gaston IV de Foix-Béarn comte de Foix vicomte de Béarn                                                                      | 1466-1467                  |
| Roderic de Borja i Escrivà                                                                          | Gaston IV de Foix-Béarn comte de Foix vicomte de Béarn                                                                      | 1467-1472                  |
| Pere Folc de Cardona                                                                                | François Phébus vicomte de Béarn roi de Navarre                                                                             | 1472-1483                  |
| Pere Folc de Cardona                                                                                | Catherine Ire de Navarre reine de Navarre et Jean III de Navarre (de jure uxoris)                                           | 1483-1515                  |
| Joan Despés i Sescomes                                                                              | Catherine Ire de Navarre reine de Navarre et Jean III de Navarre (de jure uxoris)                                           | 1515-1516                  |
| Joan Despés i Sescomes                                                                              | Catherine Ire de Navarre reine de Navarre                                                                                   | 1516-1517                  |
| Joan Despés i Sescomes                                                                              | Henri II de Navarre roi de Navarre                                                                                          | 1517-1530                  |
| vacant                                                                                              | Henri II de Navarre roi de Navarre                                                                                          | 1530-1532                  |
| Pere Jordà d'Urríes                                                                                 | Henri II de Navarre roi de Navarre                                                                                          | 1532-1533                  |
| vacant                                                                                              | Henri II de Navarre roi de Navarre                                                                                          | 1533-1534                  |
| Francesc d'Urríes                                                                                   | Henri II de Navarre roi de Navarre                                                                                          | 1534-1551                  |
| Joan Punyet administrateur apostolique d'Urgell                                                     | Henri II de Navarre roi de Navarre                                                                                          | 1551-1552                  |
| Miquel Despuig i Vacarte évêque d'Urgell                                                            | Henri II de Navarre roi de Navarre                                                                                          | 1552-1555                  |
| Miquel Despuig i Vacarte évêque d'Urgell                                                            | Jeanne III d'Albret reine de Navarre et Antoine de Bourbon (de jure uxoris)                                                 | 1555-1556                  |
| Juan Pérez García de Oliván                                                                         | Jeanne III d'Albret reine de Navarre et Antoine de Bourbon (de jure uxoris)                                                 | 1556-1560                  |
| vacant                                                                                              | Jeanne III d'Albret reine de Navarre et Antoine de Bourbon (de jure uxoris)                                                 | 1560-1561                  |
| Pere de Castellet i d'Icart                                                                         | Jeanne III d'Albret reine de Navarre et Antoine de Bourbon (de jure uxoris)                                                 | 1561-1562                  |
| Pere de Castellet i d'Icart                                                                         | Jeanne III d'Albret reine de Navarre                                                                                        | 1562-1571                  |
| vacant                                                                                              | Jeanne III d'Albret reine de Navarre                                                                                        | 1571-1572                  |
| Joan Dimes Lloris                                                                                   | Henri IV de France roi de Navarre roi de France                                                                             | 1572-1576                  |
| vacant                                                                                              | Henri IV de France roi de Navarre roi de France                                                                             | 1576-1577                  |
| Miquel Jeroni Morell                                                                                | Henri IV de France roi de Navarre roi de France                                                                             | 1577-1579                  |
| vacant                                                                                              | Henri IV de France roi de Navarre roi de France                                                                             | 1579-1580                  |
| Hug Ambrós de Montcada i Cardona Tolca i Manrique de Lara                                           | Henri IV de France roi de Navarre roi de France                                                                             | 1580-1586                  |
| vacant                                                                                              | Henri IV de France roi de Navarre roi de France                                                                             | 1586-1587                  |
| Andreu Capella                                                                                      | Henri IV de France roi de Navarre roi de France                                                                             | 1587-1609                  |
| vacant                                                                                              | Henri IV de France roi de Navarre roi de France                                                                             | 1609-1610                  |
| Bernat de Salbà i de Salbà                                                                          | Louis XIII Roi de France et de Navarre                                                                                      | 1610-1620                  |
| vacant                                                                                              | Louis XIII Roi de France et de Navarre                                                                                      | 1620-1621                  |
| Luís Díes Aux de Armendáriz i Saavedra                                                              | Louis XIII Roi de France et de Navarre                                                                                      | 1621-1627                  |
| Antoni Pérez                                                                                        | Louis XIII Roi de France et de Navarre                                                                                      | 1627-1633                  |
| vacant                                                                                              | Louis XIII Roi de France et de Navarre                                                                                      | 1633-1634                  |
| Pau Duran                                                                                           | Louis XIII Roi de France et de Navarre                                                                                      | 1634-1643                  |
| Pau Duran                                                                                           | Louis XIV Roi de France et de Navarre                                                                                       | 1643-1651                  |
| vacant                                                                                              | Louis XIV Roi de France et de Navarre                                                                                       | 1651-1655                  |
| Joan Manuel de Espinosa                                                                             | Louis XIV Roi de France et de Navarre                                                                                       | 1655-1663                  |
| vacant                                                                                              | Louis XIV Roi de France et de Navarre                                                                                       | 1663-1664                  |
| Melcior Palau i Boscà                                                                               | Louis XIV Roi de France et de Navarre                                                                                       | 1664-1670                  |
| vacant                                                                                              | Louis XIV Roi de France et de Navarre                                                                                       | 1670-1671                  |
| Pere de Copons i de Teixidor                                                                        | Louis XIV Roi de France et de Navarre                                                                                       | 1671-1681                  |
| vacant                                                                                              | Louis XIV Roi de France et de Navarre                                                                                       | 1681-1682                  |
| Joan Baptista Desbach i Martorell                                                                   | Louis XIV Roi de France et de Navarre                                                                                       | 1682-1688                  |
| vacant                                                                                              | Louis XIV Roi de France et de Navarre                                                                                       | 1688-1689                  |
| Oleguer de Montserrat i Rufet                                                                       | Louis XIV Roi de France et de Navarre                                                                                       | 1689-1694                  |
| vacant                                                                                              | Louis XIV Roi de France et de Navarre                                                                                       | 1694-1695                  |
| Francesc Julià Cano i Thebar                                                                        | Louis XIV Roi de France et de Navarre                                                                                       | 1695-1714                  |
| Simeó de Guinda i Apéztegui                                                                         | Louis XIV Roi de France et de Navarre                                                                                       | 1714-1715                  |
| Simeó de Guinda i Apéztegui                                                                         | Louis XV Roi de France et de Navarre                                                                                        | 1715-1737                  |
| vacant                                                                                              | Louis XV Roi de France et de Navarre                                                                                        | 1737-1738                  |
| Jordi Curado y Torreblanca Méndez de Sotomayor                                                      | Louis XV Roi de France et de Navarre                                                                                        | 1738-1747                  |
| Sebastià Josep de Victoria de Emparán y de Loyola                                                   | Louis XV Roi de France et de Navarre                                                                                        | 1747-1756                  |
| vacant                                                                                              | Louis XV Roi de France et de Navarre                                                                                        | 1756-1757                  |
| Francesc Josep Catalán de Ocón                                                                      | Louis XV Roi de France et de Navarre                                                                                        | 1757-1762                  |
| vacant                                                                                              | Louis XV Roi de France et de Navarre                                                                                        | 1762-1763                  |
| Francesc Fernández de Xátiva y Contreras                                                            | Louis XV Roi de France et de Navarre                                                                                        | 1763-1771                  |
| vacant                                                                                              | Louis XV Roi de France et de Navarre                                                                                        | 1771-1772                  |
| Joaquín de Santiyán y Valdivielso                                                                   | Louis XV Roi de France et de Navarre                                                                                        | 1772-1774                  |
| Joaquín de Santiyán y Valdivielso                                                                   | Louis XVI Roi de France et de Navarre                                                                                       | 1774-1779                  |
| vacant                                                                                              | Louis XVI Roi de France et de Navarre                                                                                       | 1779-1780                  |
| Joan de García y Montenegro                                                                         | Louis XVI Roi de France et de Navarre                                                                                       | 1780-1783                  |
| vacant                                                                                              | Louis XVI Roi de France et de Navarre                                                                                       | 1783-1785                  |
| Josep de Boltas i Vélez                                                                             | Louis XVI Roi de France et de Navarre                                                                                       | 1785-1792                  |
| Josep de Boltas i Vélez                                                                             | Première République française (le titre traditionnel n'est pas reconnu)                                                     | 1792-1795                  |
| vacant                                                                                              | Première République française (le titre traditionnel n'est pas reconnu)                                                     | 1795-1797                  |
| Francesco Antonio de la Dueña y Cisneros                                                            | Première République française (le titre traditionnel n'est pas reconnu)                                                     | 1797-1806                  |
| Francesco Antonio de la Dueña y Cisneros                                                            | Napoléon Ier empereur des Français                                                                                          | 1806-1812                  |
| Andorre est annexée au département français du Sègre (lors de l'annexion de la Catalogne espagnole) | Andorre est annexée au département français du Sègre (lors de l'annexion de la Catalogne espagnole)                         | 1812-1814                  |
| Francesco Antonio de la Dueña y Cisneros évêque d'Urgell                                            | Louis XVIII Roi de France et de Navarre                                                                                     | 1814-1815                  |
| Francesco Antonio de la Dueña y Cisneros évêque d'Urgell                                            | Napoléon Ier empereur des Français                                                                                          | 1815-1815                  |
| Francesco Antonio de la Dueña y Cisneros évêque d'Urgell                                            | Napoléon II | 1815-1815                  |
| Francesco Antonio de la Dueña y Cisneros évêque d'Urgell                                            | Louis XVIII Roi de France et de Navarre                                                                                     | 1815-1816                  |
| vacant                                                                                              | Louis XVIII Roi de France et de Navarre                                                                                     | 1816-1817                  |
| Bernat Francès Caballero i Mathet                                                                   | Louis XVIII Roi de France et de Navarre                                                                                     | 1817-1824                  |
| Isidor Bonifaci López y Pulido                                                                      | Charles X Roi de France et de Navarre                                                                                       | 1824-1827                  |
| Simó Rojas de Guardiola i Hortoneda                                                                 | Charles X Roi de France et de Navarre                                                                                       | 1827-1830                  |
| Simó Rojas de Guardiola i Hortoneda                                                                 | Louis-Philippe Ier roi des Français                                                                                         | 1830-1848                  |
| Simó Rojas de Guardiola i Hortoneda                                                                 | Jacques Charles Dupont de l'Eure[réf. nécessaire] président du gouvernement provisoire                                      | 1848-1848                  |
| Simó Rojas de Guardiola i Hortoneda                                                                 | François Arago[réf. nécessaire] président de la Commission du pouvoir exécutif                                              | 1848-1848                  |
| Simó Rojas de Guardiola i Hortoneda                                                                 | Eugène Cavaignac[réf. nécessaire] président du Conseil des ministres chargé du pouvoir exécutif                             | 1848-1848                  |
| Simó Rojas de Guardiola i Hortoneda                                                                 | Louis-Napoléon Bonaparte président de la République française qui devient ensuite Napoléon III empereur des Français        | 1848-1851                  |
| vacant                                                                                              | Louis-Napoléon Bonaparte président de la République française qui devient ensuite Napoléon III empereur des Français        | 1851-1853                  |
| Josep Caixal i Estradé                                                                              | Louis-Napoléon Bonaparte président de la République française qui devient ensuite Napoléon III empereur des Français        | 1853-1870                  |
| Josep Caixal i Estradé                                                                              | Louis Jules Trochu[réf. nécessaire] président du gouvernement de la Défense nationale                                       | 1870-1871                  |
| Josep Caixal i Estradé                                                                              | Adolphe Thiers président de la République française                                                                         | 1871-1873                  |
| Josep Caixal i Estradé                                                                              | Patrice de Mac Mahon président de la République française                                                                   | 1873-1879                  |
| Salvador d'Horta Casañas i Pagès cardinal                                                           | Jules Grévy président de la République française                                                                            | 1879-1887                  |
| Salvador d'Horta Casañas i Pagès cardinal                                                           | Sadi Carnot président de la République française                                                                            | 1887-1894                  |
| Salvador d'Horta Casañas i Pagès cardinal                                                           | Jean Casimir-Perier président de la République française                                                                    | 1894-1895                  |
| Salvador d'Horta Casañas i Pagès cardinal                                                           | Félix Faure président de la République française                                                                            | 1895-1899                  |
| Salvador d'Horta Casañas i Pagès cardinal                                                           | Émile Loubet président de la République française                                                                           | 1899-1901                  |
| Ramon Riu i Cabanes                                                                                 | Émile Loubet président de la République française                                                                           | 1901-1901                  |
| vacant                                                                                              | Émile Loubet président de la République française                                                                           | 1901-1902                  |
| Toribio Martín i Barranco vicaire d'Urgell                                                          | Émile Loubet président de la République française                                                                           | 1902-1902                  |
| Joan Josep Laguarda i Fenollera évêque d'Urgell                                                     | Émile Loubet président de la République française                                                                           | 1902-1906                  |
| Joan Josep Laguarda i Fenollera évêque d'Urgell                                                     | Armand Fallières président de la République française                                                                       | 1906-1906                  |
| vacant                                                                                              | Armand Fallières président de la République française                                                                       | 1906-1907                  |
| Josep Pujargimon i Camardons vicaire d'Urgell                                                       | Armand Fallières président de la République française                                                                       | 1907-1907                  |
| Juan Bautista Benlloch y Vivó                                                                       | Armand Fallières président de la République française                                                                       | 1907-1913                  |
| Juan Bautista Benlloch y Vivó                                                                       | Raymond Poincaré président de la République française                                                                       | 1913-1919                  |
| Jaume Viladrich i Gaspar vicaire d'Urgell                                                           | Raymond Poincaré président de la République française                                                                       | 1919-1920                  |
| Justí Guitart i Vilardebó évêque d'Urgell                                                           | Paul Deschanel président de la République française                                                                         | 1920-1920                  |
| Justí Guitart i Vilardebó évêque d'Urgell                                                           | Alexandre Millerand président du Conseil président de la République française                                               | 1920-1924                  |
| Justí Guitart i Vilardebó évêque d'Urgell                                                           | Gaston Doumergue président de la République française                                                                       | 1924-1931                  |
| Justí Guitart i Vilardebó évêque d'Urgell                                                           | Paul Doumer président de la République française                                                                            | 1931-1932                  |
| Justí Guitart i Vilardebó évêque d'Urgell                                                           | Albert Lebrun président de la République française                                                                          | 1932-1940                  |
| Ricardo Fornesa i Puigdemasa vicaire d'Urgell                                                       | Philippe Pétain chef de l'État français                                                                                     | 1940-1943                  |
| Ramon Iglesias y Navarri évêque d'Urgell                                                            | Philippe Pétain chef de l'État français                                                                                     | 1943-1944                  |
| Ramon Iglesias y Navarri évêque d'Urgell                                                            | Charles de Gaulle[réf. nécessaire] président du gouvernement provisoire de la République française                          | 1944-1946                  |
| Ramon Iglesias y Navarri évêque d'Urgell                                                            | Félix Gouin[réf. nécessaire] président du gouvernement provisoire de la République française                                | 1946-1946                  |
| Ramon Iglesias y Navarri évêque d'Urgell                                                            | Georges Bidault[réf. nécessaire] président du gouvernement provisoire de la République française                            | 1946-1946                  |
| Ramon Iglesias y Navarri évêque d'Urgell                                                            | Vincent Auriol président de l'Assemblée nationale[réf. nécessaire] qui devient ensuite président de la République française | 1946-1947[réf. nécessaire] |
| Ramon Iglesias y Navarri évêque d'Urgell                                                            | Vincent Auriol président de l'Assemblée nationale[réf. nécessaire] qui devient ensuite président de la République française | 1947-1954                  |
| Ramon Iglesias y Navarri évêque d'Urgell                                                            | René Coty président de la République française                                                                              | 1954-1959                  |
| Ramon Iglesias y Navarri évêque d'Urgell                                                            | Charles de Gaulle président de la République française                                                                      | 1959-1969                  |
| Ramon Iglesias y Navarri évêque d'Urgell                                                            | Alain Poher président du Sénat français président de la République française par intérim                                    | 1969                       |
| Ramón Malla Call administrateur apostolique d'Urgell                                                | Georges Pompidou président de la République française                                                                       | 1969-1971                  |
| Joan Martí i Alanis archevêque-évêque d'Urgell                                                      | Georges Pompidou président de la République française                                                                       | 1971-1974                  |
| Joan Martí i Alanis archevêque-évêque d'Urgell                                                      | Alain Poher président du Sénat français président de la République française par intérim                                    | 1974                       |
| Joan Martí i Alanis archevêque-évêque d'Urgell                                                      | Valéry Giscard d'Estaing président de la République française                                                               | 1974-1981                  |
| Joan Martí i Alanis archevêque-évêque d'Urgell                                                      | François Mitterrand président de la République française                                                                    | 1981-1995                  |
| Joan Martí i Alanis archevêque-évêque d'Urgell                                                      | Jacques Chirac président de la République française                                                                         | 1995-2002                  |
| Joan-Enric Vives i Sicília archevêque-évêque d'Urgell                                               | Jacques Chirac président de la République française                                                                         | 2002-2007                  |
| Joan-Enric Vives i Sicília archevêque-évêque d'Urgell                                               | Nicolas Sarkozy président de la République française                                                                        | 2007-2012                  |
| Joan-Enric Vives i Sicília archevêque-évêque d'Urgell                                               | François Hollande président de la République française                                                                      | 2012-2017                  |
| Joan-Enric Vives i Sicília archevêque-évêque d'Urgell                                               | Emmanuel Macron président de la République française                                                                        | 2017-2025                  |
| Josep-Lluís Serrano Pentinat archevêque-évêque d'Urgell                                             | Emmanuel Macron président de la République française                                                                        | Depuis 2025                |